# La Condal
La Condal és una masia del municipi de Biosca (Solsonès) que forma part de l'Inventari del Patrimoni Arquitectònic de Catalunya.

## Descripció
És un edifici de quatre façanes i tres plantes. A la façana sud, hi ha una entrada al centre, amb arc de mig punt adovellat i porta de fusta de doble batent. A cada costat de l'entrada hi ha una petita obertura. A la planta següent, a l'esquerra hi ha un balcó amb barana de ferro, a la seva dreta hi ha una petita finestra, al centre de la façana, hi ha una gran finestra amb llinda de pedra, i a la dreta hi ha una finestra petita. Al darrer pis hi ha tres finestres.
A la façana est, hi ha diverses estructures adjuntes. Hi ha una finestra al segon pis i una al tercer. A la resta de façanes, és impossible accedir-hi. La coberta és de dos vessants (Est-Oest), acabada amb teules.
A la façana est, hi ha un edifici petit de nova construcció, té una entrada orientada al sud, i una obertura orientada a l'est. La coberta és d'un vessant (Est) i uralita. A la dreta d'aquest hi ha una estructura rectangular, que arriba fins a la part superior de la façana, s'hi pot pujar per unes escales que hi ha a l'extrem de la façana de la casa.
Davant de la façana sud de la casa, hi ha un edifici que tenia funció de quadra, té dues plantes i diverses obertures a la planta superior orientada al nord, i una gran entrada amb arc de mig punt que dona a la planta baixa i s'orienta a l'est. La coberta és d'un vessant (Sud), acabada amb teules. Hi ha diversos edificis més que actualment s'hi guarda palla.